# Helena de Hohenlohe-Langemburgo
Helena de Hohenlohe-Langemburgo (Langemburgo, 22 de novembro de 1807 - Schliez,  5 de setembro de 1880) foi uma duquesa de Württemberg.

## Família
Helena era a décima-segunda dos treze filhos do príncipe Carlos Luís I de Hohenlohe-Langemburgo e da condessa Amália de Solms-Baruth. Entre os seus irmãos encontrava-se o príncipe Ernesto I de Hohenlohe-Langemburgo, marido da princesa Feodora de Leiningen, meia-irmã da rainha Vitória do Reino Unido. Os seus avós paternos eram o príncipe Carlos Alberto de Hohenlohe-Langemburgo e a princesa Carolina de Stolberg-Gedern. Os seus avós maternos eram o conde João Cristiano II de Solms-Baruth e a condessa Frederica Luísa Reuss de Köstritz.

## Casamento e descendência
Helena casou-se com o príncipe Eugénio de Württemberg, filho do príncipe Eugénio Frederico de Württemberg e da princesa Luísa de Stolberg-Gedern, no dia 11 de setembro de 1827. Helena foi a sua segunda esposa. Juntos tiveram quatro filhos:
1. Guilherme de Württemberg (20 de julho de 1828 - 5 de novembro de 1896); oficial do exército austríaco; sem descendência.
2. Alexandrina de Württemberg (16 de dezembro de 1829 - 2 de setembro de 1913); sem descendência.
3. Nicolau de Württemberg (1 de março de 1833 - 22 de fevereiro de 1903); casado com a princesa Guilhermina de Württemberg; sem descendência.
4. Inês de Württemberg (13 de outubro de 1835 - 10 de julho de 1886); casada com o príncipe Henrique XIV Reuss; com descendência.

## Genealogia
| Helena de Hohenlohe-Langemburgo | Pai: Carlos Luís I de Hohenlohe-Langemburgo | Avô paterno: Cristiano Alberto de Hohenlohe-Langemburgo | Bisavô paterno: Luís de Hohenlohe-Langemburgo       |
| Helena de Hohenlohe-Langemburgo | Pai: Carlos Luís I de Hohenlohe-Langemburgo | Avô paterno: Cristiano Alberto de Hohenlohe-Langemburgo | Bisavó paterna: Leonor de Nassau-Saarbrücken        |
| Helena de Hohenlohe-Langemburgo | Pai: Carlos Luís I de Hohenlohe-Langemburgo | Avó paterna: Carolina de Stolberg-Gedern                | Bisavô paterno: Frederico Carlos de Stolberg-Gedern |
| Helena de Hohenlohe-Langemburgo | Pai: Carlos Luís I de Hohenlohe-Langemburgo | Avó paterna: Carolina de Stolberg-Gedern                | Bisavó paterna: Luísa de Nassau-Saarbrücken         |
| Helena de Hohenlohe-Langemburgo | Mãe: Amália de Solms-Baruth                 | Avô materno: João Cristiano II de Solms-Baruth          | Bisavô materno: João Carlos de Solms-Baruth         |
| Helena de Hohenlohe-Langemburgo | Mãe: Amália de Solms-Baruth                 | Avô materno: João Cristiano II de Solms-Baruth          | Bisavó materna: Luísa de Lippe-Biesterfeld          |
| Helena de Hohenlohe-Langemburgo | Mãe: Amália de Solms-Baruth                 | Avó materna: Frederica Luísa de Reuss-Köstritz          | Bisavô materno: Henrique VI de Reuss-Köstritz       |
| Helena de Hohenlohe-Langemburgo | Mãe: Amália de Solms-Baruth                 | Avó materna: Frederica Luísa de Reuss-Köstritz          | Bisavó materna: Henrica Casado de Monteleone        |